# Planeta circumbinário

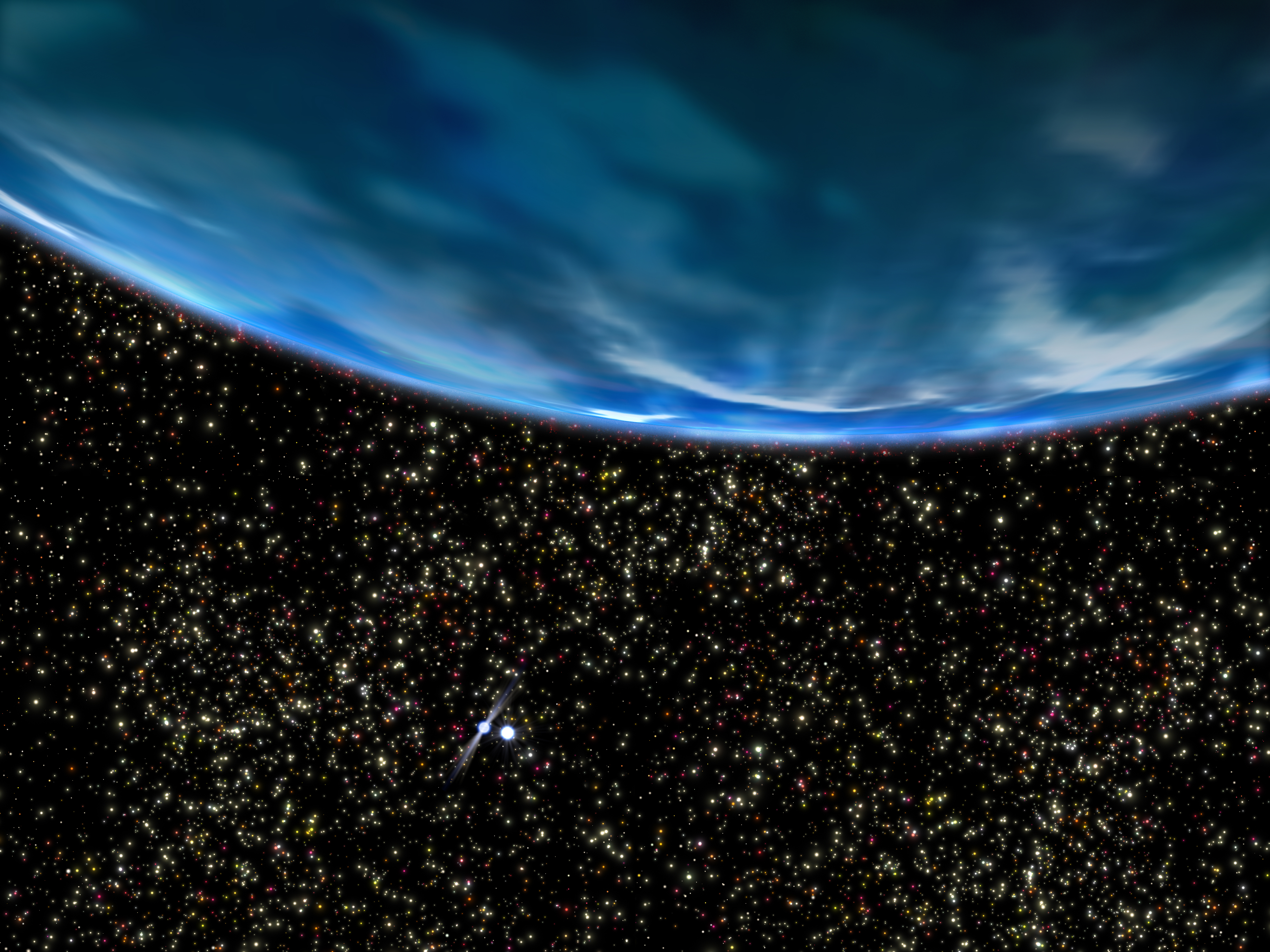
Impressão artística de um planeta orbitando a estrela binária PSR B1620-26, que contém um pulsar e uma anã branca.

Um planeta circumbinário é um planeta que orbita duas estrelas ao invés de uma. Por causa da proximidade e da órbita de algumas estrelas binárias, o único meio para planetas formarem é formarem fora da órbita das duas estrelas. Presentemente existem apenas três sistemas confirmados contendo planetas circumbinários: PSR B1620-26, HW Virginis e TOI 1338.
PSR B1620-26 contém um pulsar e uma anã branca, sendo que um terceiro corpo foi descoberto em 1993, sendo que após cinco anos de observações. Em 2003, o planeta foi identificado como tendo 2,5 vezes a massa de Júpiter, com um semieixo maior de 23 UA.
O primeiro planeta extrasolar circumbinário em torno de uma estrela da seqüência principal foi encontrado em 2005 no sistema de HD 202206 : um planeta do tamanho de Júpiter orbitando um sistema composto de uma estrela semelhante ao Sol e um anã marrom.
Uma análise dinâmica do sistema mostra a existência de uma ressonância 5:1 entre o período orbital do planeta e da estrela anã marrom.
Estas observações levantam a questão de como esse sistema foi formado, mas simulações numéricas mostram que um planeta pode se formar em um disco circumbinário e depois migrar para dentro do sistema até ser capturado em ressonância.

Em 2008, uma publicação foi feita anunciando a descoberta de um sistema planetário em HW Virginis, que possui uma subanã B e uma anã vermelha. Os planetas interiores e exteriores possuem massa de ao menos 8,47 e 19,23 vezes a de Júpiter, respectivamente, e possuem períodos orbitais de 9 e 16 anos. O planeta exterior é suficiente massivo para ser considerado uma anã marrom, em algumas definições do termo, embora os descobridores argumentam que a configuração orbital indica que formou-se como um planeta, através de um disco circumbinário. Ambos os planetas podem ter agregado mais massa quando a estrela primária perdeu material durante sua fase gigante vermelha.
Em 2016 astrônomos descobriram o maior planeta fora do sistema solar que orbita em torno de duas estrelas. De acordo com pesquisadores, o Exoplaneta gasoso seria do tamanho de Júpiter, e foi batizado de Kepler-1647 b e leva 1.107 dias, ou seja, quase três anos, para completar a volta em torno dos seus sóis. Esse é 11º astro desse tipo descoberto desde 2005, sendo o maior deles.